# Edmund Asbury Gullion
Edmund Asbury Gullion (* 2. März 1913 in Lexington, Kentucky; † 17. März 1998) war ein Botschafter der Vereinigten Staaten.

## Leben
Von 1943 bis 1950 war Edmund Asbury Gullion unter Außenminister Henry L. Stimson geschäftsführender Sekretär eines Combined Policy Committee, das die US-amerikanischen, britischen und kanadischen Atomenergieprogramme koordinierte.
In seiner Amtszeit als Botschafter in Leopoldville unterzeichnete Moïse Tschombé das Kitona agreement, mit welchem er das Loi Fondamentale anerkannte und die Katanga Gendarme unter den Befehl von Joseph Kasavubu stellte.
1964 bis 1978 war er Dekan der Fletcher School an der Tufts University.
1966 wurde Gullion in die American Academy of Arts and Sciences gewählt.

## Veröffentlichungen
- Crisis management: Lessons from the Congo. April 1965